# (4077) Asuka
(4077) Asuka (1982 XV1) – planetoida z grupy pasa głównego asteroid okrążająca Słońce w ciągu 5 lat i 93 dni w średniej odległości 3,02 j.a. Została odkryta 13 grudnia 1982 roku.